# 12317 Madicampbell
12317 Madicampbell este un asteroid din centura principală de asteroizi.

## Descriere
12317 Madicampbell este un asteroid din centura principală de asteroizi. A fost descoperit pe 24 aprilie 1992 la Kitt Peak National Observatory în cadrul proiectului Spacewatch. Asteroidul prezintă o orbită caracterizată de o semiaxă mare de 2,79 ua, o excentricitate de 0,06 și o înclinație de 3,8° în raport cu ecliptica.